# Municipio de Overland (Kansas)
El municipio de Overland (en inglés: Overland Township) es un municipio ubicado en el condado de Morris en el estado estadounidense de Kansas. En el año 2010 tenía una población de 71 habitantes y una densidad poblacional de 0,81 personas por km².

## Geografía
El municipio de Overland se encuentra ubicado en las coordenadas 38°49′21″N 96°51′41″O / 38.82250, -96.86139. Según la Oficina del Censo de los Estados Unidos, el municipio tiene una superficie total de 88.15 km², de la cual 87,87 km² corresponden a tierra firme y (0,32 %) 0,28 km² es agua.

## Demografía
Según el censo de 2010, había 71 personas residiendo en el municipio de Overland. La densidad de población era de 0,81 hab./km². De los 71 habitantes, el municipio de Overland estaba compuesto por el 98,59 % blancos y el 1,41 % eran de una mezcla de razas. Del total de la población el 0 % eran hispanos o latinos de cualquier raza.